# Étréchy (Cher)
Étréchy és un municipi francès, situat al departament de Cher i a la regió de Centre – Vall del Loira. L'any 2007 tenia 421 habitants.

## Demografia

### Població
El 2007 la població de fet d'Étréchy era de 421 persones. Hi havia 188 famílies, de les quals 56 eren unipersonals (28 homes vivint sols i 28 dones vivint soles), 64 parelles sense fills, 48 parelles amb fills i 20 famílies monoparentals amb fills.
La població ha evolucionat segons el següent gràfic:
Habitants censats

### Habitatges
El 2007 hi havia 249 habitatges, 186 eren l'habitatge principal de la família, 35 eren segones residències i 28 estaven desocupats. 242 eren cases i 2 eren apartaments. Dels 186 habitatges principals, 138 estaven ocupats pels seus propietaris, 42 estaven llogats i ocupats pels llogaters i 6 estaven cedits a títol gratuït; 2 tenien una cambra, 8 en tenien dues, 42 en tenien tres, 55 en tenien quatre i 80 en tenien cinc o més. 156 habitatges disposaven pel capbaix d'una plaça de pàrquing. A 90 habitatges hi havia un automòbil i a 82 n'hi havia dos o més.

### Piràmide de població
La piràmide de població per edats i sexe el 2009 era:
| Homes | Edats   | Dones |
| ----- | ------- | ----- |
| 0     | 95 o +  | 4     |
| 0     | 90 a 94 | 0     |
| 0     | 85 a 89 | 0     |
| 0     | 80 a 84 | 8     |
| 0     | 75 a 79 | 8     |
| 36    | 70 a 74 | 8     |
| 12    | 65 a 69 | 24    |
| 16    | 60 a 64 | 16    |
| 20    | 55 a 59 | 4     |
| 4     | 50 a 54 | 12    |
| 16    | 45 a 49 | 12    |
| 20    | 40 a 44 | 8     |
| 12    | 35 a 39 | 12    |
| 24    | 30 a 34 | 32    |
| 4     | 25 a 29 | 4     |
| 0     | 20 a 24 | 12    |
| 16    | 15 a 19 | 4     |
| 4     | 10 a 14 | 8     |
| 16    | 5 a 9   | 4     |
| 16    | 0 a 4   | 16    |

## Economia
El 2007 la població en edat de treballar era de 240 persones, 182 eren actives i 58 eren inactives. De les 182 persones actives 172 estaven ocupades (99 homes i 73 dones) i 10 estaven aturades (2 homes i 8 dones). De les 58 persones inactives 20 estaven jubilades, 17 estaven estudiant i 21 estaven classificades com a «altres inactius».

### Ingressos
El 2009 a Étréchy hi havia 182 unitats fiscals que integraven 409,5 persones, la mediana anual d'ingressos fiscals per persona era de 17.461 €.

### Activitats econòmiques
Dels 17 establiments que hi havia el 2007, 1 era d'una empresa extractiva, 1 d'una empresa alimentària, 1 d'una empresa de fabricació d'altres productes industrials, 5 d'empreses de construcció, 3 d'empreses de comerç i reparació d'automòbils, 2 d'empreses de transport, 1 d'una empresa immobiliària, 1 d'una empresa de serveis, 1 d'una entitat de l'administració pública i 1 d'una empresa classificada com a «altres activitats de serveis».
Dels 5 establiments de servei als particulars que hi havia el 2009, 1 era una oficina de correu, 1 guixaire pintor, 2 lampisteries i 1 electricista.
Dels 2 establiments comercials que hi havia el 2009, 1 era una botiga de menys de 120 m² i 1 una llibreria.
L'any 2000 a Étréchy hi havia 22 explotacions agrícoles que ocupaven un total de 2.618 hectàrees.

## Equipaments sanitaris i escolars
El 2009 hi havia una escola elemental integrada dins d'un grup escolar amb les comunes properes formant una escola dispersa.

## Poblacions més properes
El següent diagrama mostra les poblacions més properes.